# Quán gấm đầu làng
Quán gấm đầu làng là một ca khúc viết trước 1975 gắn liền với tên tuổi nhạc sĩ Giao Tiên. Ngoài ra, bài hát còn nổi tiếng với lời tân cổ giao duyên soạn bởi Thanh Tòng.

## Xuất xứ
Bài viết nằm trong một loạt sáng tác đầu tay của Giao Tiên như Phận gái thuyền quyên, Mất nhau rồi, Nhớ người yêu, Đời chưa trang điểm... vào năm 1970. Tên tác giả ban đầu được để là "Hoa thiên lý".
Sau năm 1975, các hãng sản xuất ca nhạc trong nước khi thâu bài này đã để sai tác giả là Giao Tiên và Vinh Sử.

## Nội dung
Nội dung dựa theo câu chuyện về Lưu Bình, Dương Lễ và nàng Châu Long. Lúc còn hàn vi, Lưu Bình và Dương Lễ là hai anh em kết nghĩa nhưng Dương Lễ thì lo học hành để tiến thân, còn Lưu Bình chỉ thích ăn chơi. Dương Lễ đỗ Trạng nguyên, còn Lưu Bình phải chịu cảnh nghèo túng, xin ăn để sống qua ngày. Một hôm tình cờ, Lưu Bình gặp lại Dương Lễ nhưng không nhận là anh em mà đem ra cho Lưu Bình "một tô cơm hẩm và hai quả cà thiu". Sau đó, Dương Lễ bí mật cho Châu Long là vợ của mình giúp Lưu Bình có chí khí học hành bằng cách dệt tơ bán nuôi Lưu Bình ăn học và hứa hẹn Lưu Bình khi nào đỗ đạt sẽ thành thân. Khi Lưu Bình đỗ đạt trạng nguyên về thì Châu Long và Dương Lễ nói ra hết sự thật, cả ba cùng đoàn tụ trong nước mắt.

## Ca sĩ thể hiện
Bài hát được thể hiện thành công với tiếng hát Minh Cảnh, Chí Tâm, Lệ Quyên (trước 1975). Gần đây, bài hát được thể hiện lại ở hải ngoại bởi Thế Sơn và Hương Thủy trong chương trình "Paris By Night 106: Lụa".